# Liste der Monuments historiques in Dompierre-en-Morvan
Die Liste der Monuments historiques in Dompierre-en-Morvan führt die Monuments historiques in der französischen Gemeinde Dompierre-en-Morvan auf.

## Liste der Immobilien
| Bezeichnung        | Beschreibung                                             | Standort              | Kennzeichnung | Schutzstatus | Datum | Bild           |
| ------------------ | -------------------------------------------------------- | --------------------- | ------------- | ------------ | ----- | -------------- |
| Château de Villars | Schloss, um 1770 erbaut; mit Teilen der Innenausstattung | Rue du Château (Lage) | PA00112439    | Classé       | 1979  | weitere Bilder |

## Liste der Objekte
| Bezeichnung                                     | Beschreibung                                                                                     | Standort                       | Kennzeichnung | Schutzstatus | Datum | Bild |
| ----------------------------------------------- | ------------------------------------------------------------------------------------------------ | ------------------------------ | ------------- | ------------ | ----- | ---- |
| Kirchenfenster                                  | Teile von drei Buntglasfenstern des 15. und 16. Jahrhunderts, um 1920 neu arrangiert und ergänzt | in der Kirche St-Pierre (Lage) | PM21001002    | Classé       | 1913  |      |
| Skulptur Thronender Petrus in päpstlichem Ornat | Kalkstein, farbig gefasst, 15. Jahrhundert                                                       | in der Kirche St-Pierre (Lage) | PM21001003    | Classé       | 1913  |      |